# Međugorje
Međugorje (pronunțat [mêdʑuɡoːrje]) este un oraș în partea vestică a Bosniei și Herțegovinei la aproximativ 25 de km sud-vest de Mostar, mai aproape de frontiera cu Croația.
Din punct de vedere administrativ aparține de districtul Čitluk, acesta cuprinzând și alte patru localități: Bijakoviči, Vionica, Miletina și Šurmanci. Numele „Međugorje” înseamnă „între munți” și desemnează așezarea geografică a localității. Međugorje a devenit notoriu mai ales după anul 1981, când șase tineri au început să povestească despre viziunile lor, afirmând faptul că o văd și o aud pe Sfânta Fecioară Maria.

## Personalități născute aici
- Marin Čilić (n. 1988), tenismen.